# Paisagem da Cultura da Vinha da Ilha do Pico

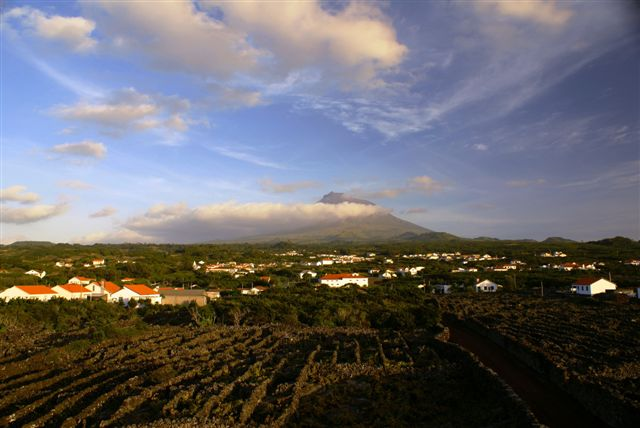
Currais de Vinha, paisagem protegida.

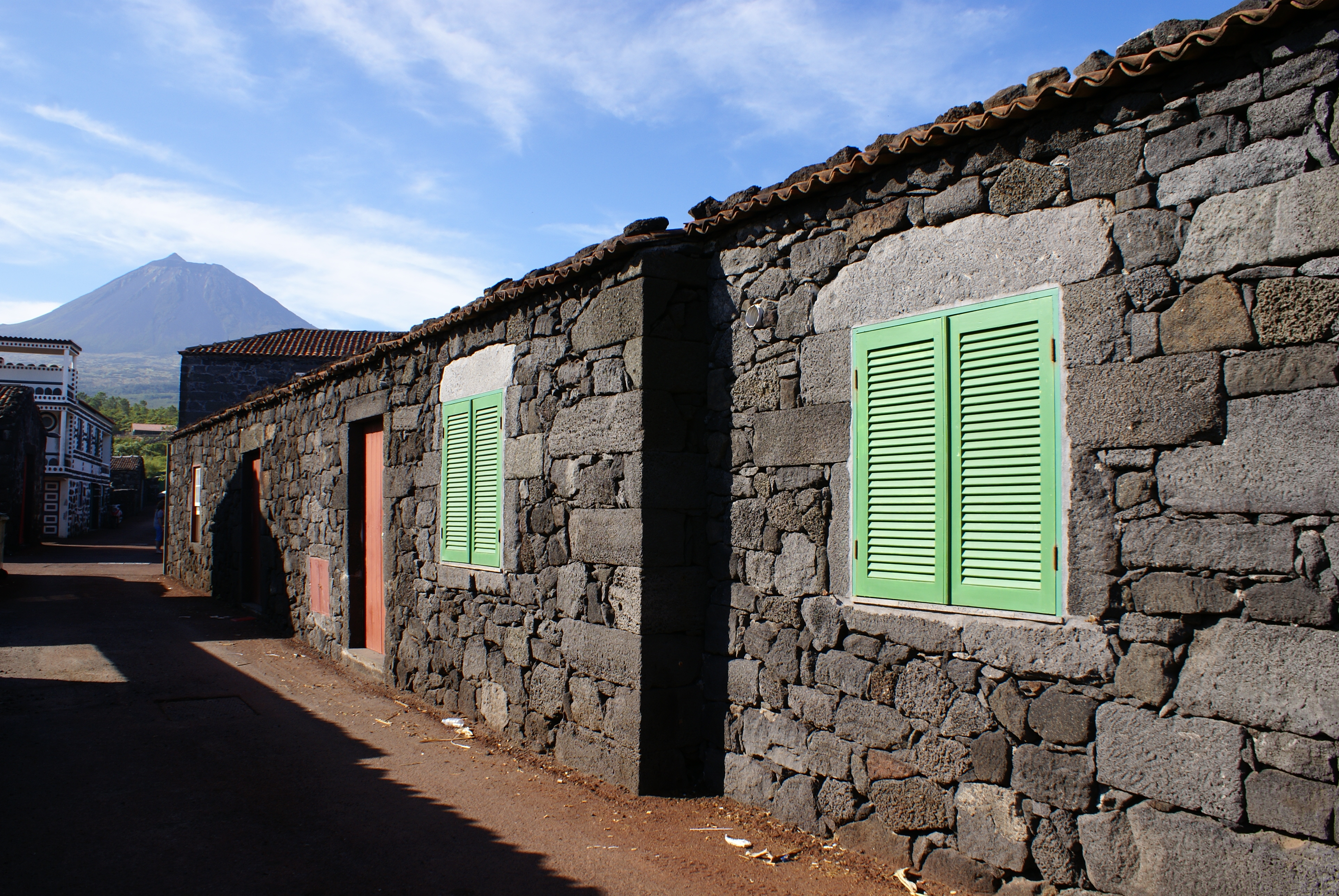
Exemplo de casa/adega tradicional da Paisagem Protegida de Interesse Regional da Cultura da Vinha da Ilha do Pico, aspectos dos locais onde se produz o vinho Lagido, Lagido de Santa Luzia, São Roque do Pico.

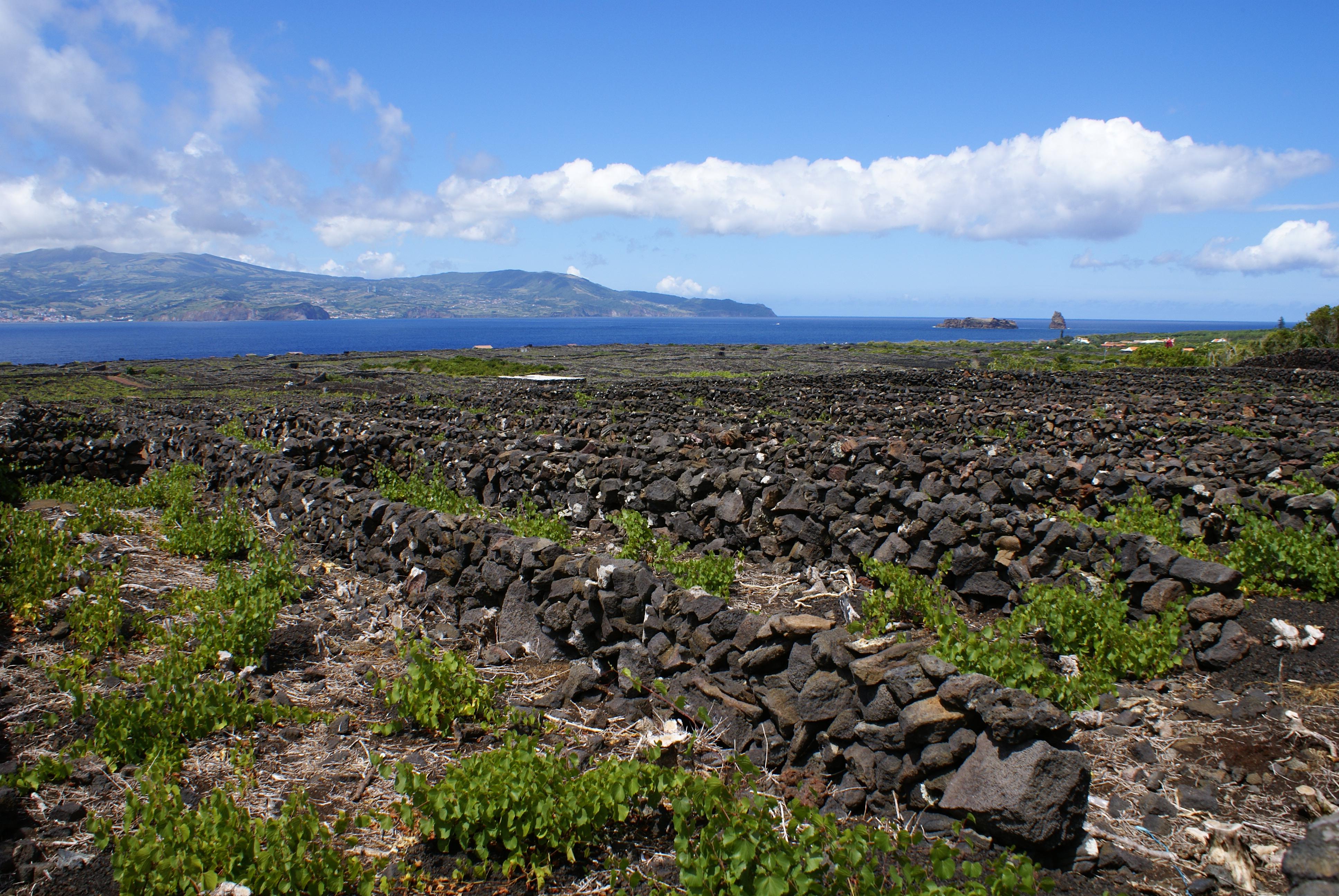
Paisagem Protegida de Interesse Regional da Cultura da Vinha da Ilha do Pico, campos de vinha, Madalena do Pico.

A Paisagem da Cultura da Vinha da Ilha do Pico é um sítio classificado pela UNESCO desde 2004, compreendendo uma área de 987 hectares na ilha do Pico, a segunda maior do arquipélago dos Açores.
A zona classificada é descrita como uma Paisagem Cultural, e inclui um notável padrão de muros lineares paralelos e perpendiculares à linha de costa rochosa, onde as vinhas são cultivadas em chão de lava negra.
Os muros foram construídos para protecção dos milhares de pequenos e contíguos lotes rectangulares (designados currais ou curraletas) da resalga proveniente da água do mar e do vento marítimo mas deixando entrar o sol necessário à maturação das uvas.
A diversidade da fauna e da flora aqui presente estão directamente associados com uma rica presença de espécies endémicas das florestas da Laurissilva características da Macaronésia, algumas muito raras e protegidas por lei, como é o caso da Myrica faya, frequentemente utilizada para fazer abrigos.
Registos desta vinicultura, cujas origens datam do século XV, manifestam-se na extraordinária colecção existente em casas particulares, solares do início do século XIX, adegas, igrejas e portos. A belíssima paisagem construída pelo homem neste local é remanescente de uma prática antiga, muito mais vasta na região açoriana.
Após a sua classificação pelas UNESCO, o Governo Regional dos Açores procedeu à criação do Gabinete Técnico da Paisagem Protegida de Interesse Regional da Cultura da Vinha da Ilha do Pico, que tem como principais funções as seguintes incumbências:
- Apoiar a implementação e coordenação do Plano Especial de Ordenamento da Paisagem Protegida;
- Apoiar a implementação e coordenação das medidas previstas no Plano de Gestão, sua monitorização e revisão periódica;
- Acompanhar e fiscalizar a execução de todas as obras dentro da Paisagem Protegida;
- Constituir-se como elemento técnico de relacionamento com as estruturas do Comité do Património Mundial ou outros organismos e instituições internacionais.
- Elaborar e desenvolver todos os estudos técnicos necessários à prossecução dos objectivos definidos em sede de Plano Especial de Ordenamento e Plano de Gestão da Paisagem Protegida;
- Elaborar os estudos técnicos necessários à reconstrução, reintegração ou restauro de imóveis públicos;
- Emitir parecer técnico sobre todos os projectos na área;
- Emitir parecer sobre todos os instrumentos de planeamento que directa ou indirectamente afectem a área;
- Estudar e propor formas de financiamento conducente à execução dos objectivos;
- Organizar e gerir um sistema de informação geográfica, incluindo a promoção e elaboração de cadastro;
- Propor regulamentação específica, dinamizar e coordenar a actuação integrada das diferentes entidades com responsabilidade específica de gestão e transformação da área;
- Propor e executar acções de divulgação e promoção da Paisagem Protegida;
- Propor e executar o Plano e orçamento anual;

## Área Protegida da Cultura da Vinha
Dada a sua distribuição geográfica ao longo do litoral da ilha estes campos de vinham foram divididos da seguinte forma:
- Área de Paisagem Protegida da Cultura da Vinha da Ponta da Ilha, com 2,97 km²,
- Área de Paisagem Protegida da Cultura da Vinha da Ponta do Mistério, com 0,77 km²,
- Área de Paisagem Protegida da Cultura da Vinha da Zona Norte, com 17,47 km²,
- Área de Paisagem Protegida da Cultura da Vinha da Zona Oeste, com 10,09 km²,
- Área de Paisagem Protegida da Cultura da Vinha de São Mateus e São Caetano, com 1,50 km²,

## Galeria

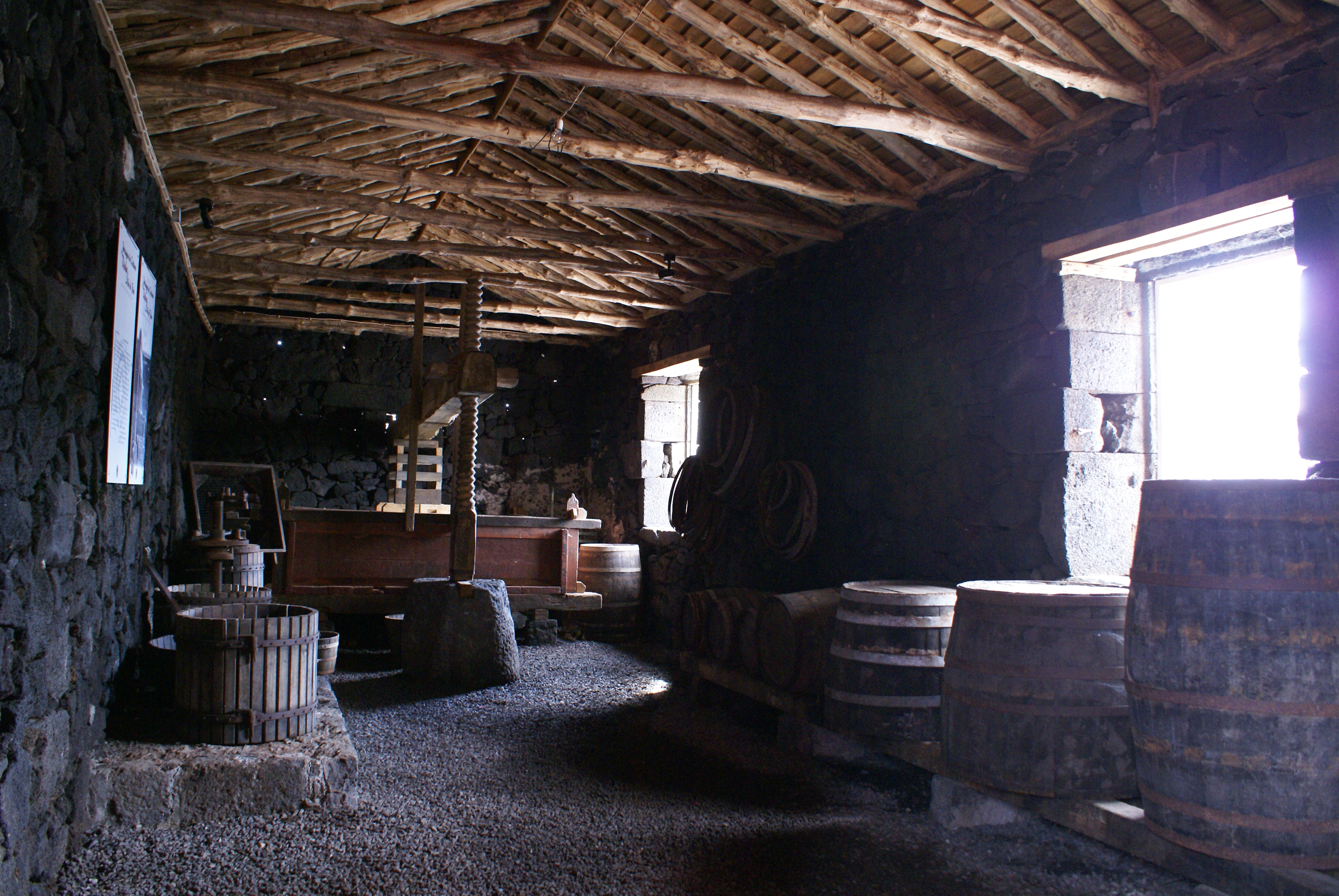
Museu do Vinho do Pico, Paisagem Protegida de Interesse Regional da Cultura da Vinha da Ilha do Pico, adega. Lagido de Santa Luzia.
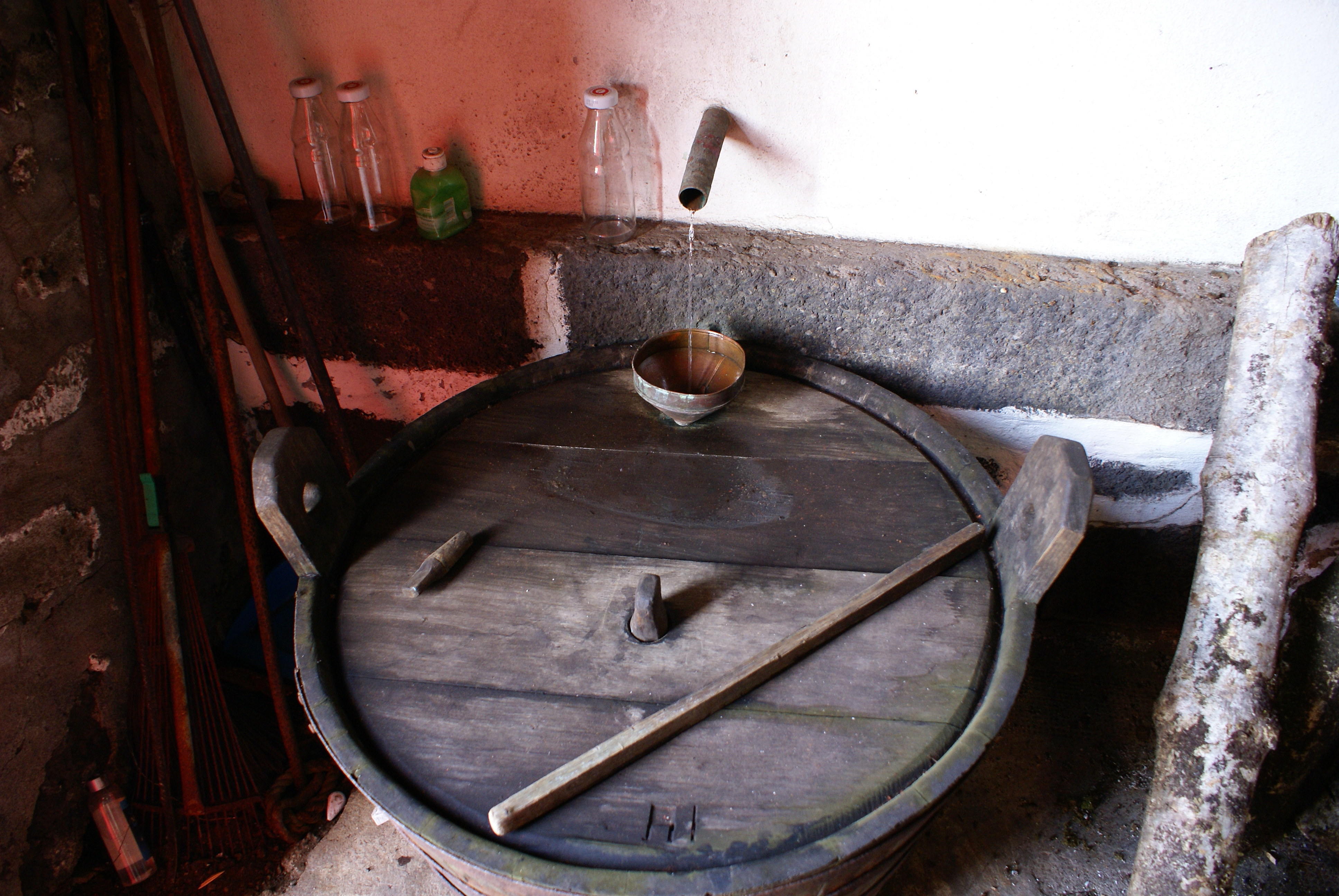
Museu do Vinho do Pico, Paisagem Protegida de Interesse Regional da Cultura da Vinha da Ilha do Pico, destilaria de água ardente. Lagido de Santa Luzia.
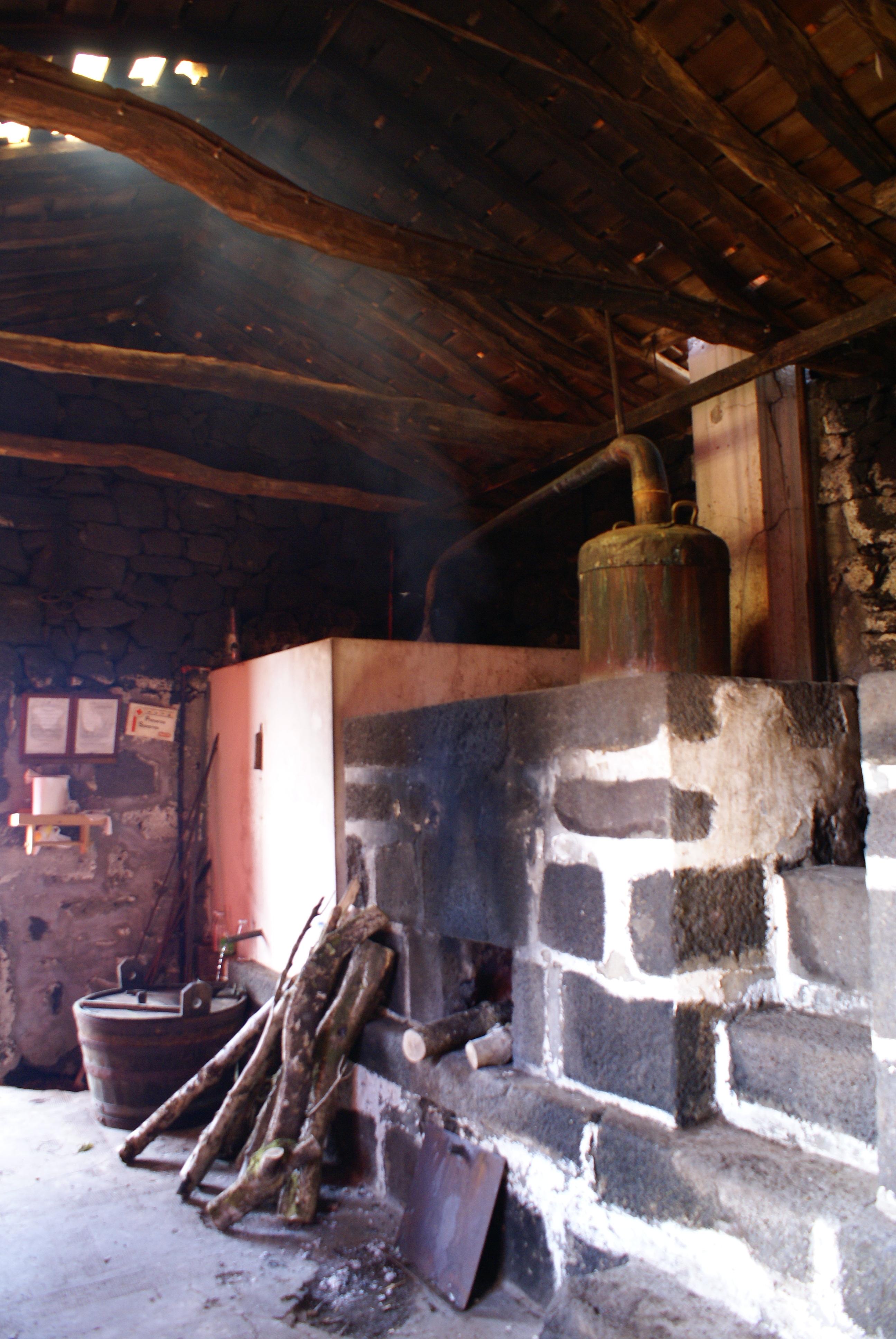
useu do Vinho do Pico, Paisagem Protegida de Interesse Regional da Cultura da Vinha da Ilha do Pico, alambique, Lagido de Santa Luzia.